# 蔡畅
蔡畅（1900年5月14日—1990年9月11日），湖南湘乡人，中国共产党、中华人民共和国女性革命家及政治人物，原副国级领导人。其乳名毛妹子，是蔡家第六个孩子。
历任中共广东区委妇女运动委员会书记、江西省委妇女部长、湖北省委妇女部长、江苏省委妇委书记、江西省委组织部长、中华苏维埃共和国中央政府执行委员、中共中央妇女运动委员会书记。1934年参加长征，是长征中年龄最大的女红军。1935年到陕北后，任中共中央妇委书记、中共中央南方局妇女部长。解放战争时期，任中共中央东北局妇委书记。1946年筹建东北解放区妇女联合会，任中共中央东北局委员书记。同年被选为国际民主妇联理事。第一届常务委员会当选全国妇联主席直到第三届，第四届名誉主席等职。第四、五届全国人大常委会副委员长，中共第七至十一届中央委员。

## 生平
生于湖南湘乡（今双峰县）荷叶光甲堂。1915年入长沙周南女中，1919年偕母親葛健豪、哥哥蔡和森嫂子向警予赴法国勤工俭学。1923年加入中国共产党。同年与李富春结婚。1925年自莫斯科回国任中共两广区委妇委副书记、中国国民党中央妇女运动讲习所教务主任。1934年10月参加了二万五千里长征到达陕北。1945年出席中国共产党第七次全国代表大会，当选为中央委员。1948年当选为国际民主妇女联合会副主席。1949年当选为中华人民共和国全国妇联主席。1954年，她当选为第一届全国人大代表。9月，她出席第一届全国人大第一次会议讨论宪法草案并发言。后为第四、五届全國人大常委會副委员长。由於其丈夫李富春的緣故，文革期間受到衝擊，1977年劇變結束后，身體已很不好，但她對鄧小平夫婦說：“如果富春看見‘四人幫’被打倒，他會非常高興。”。1980年5月，蔡暢八十大壽，鄧全家還親自到府祝壽，獻上一束鮮花，60年的歲月過去了，社會主義戰友的革命感情在法國時期一樣深厚。鄧榕曾問父親鄧小平和誰的關系最親近？鄧說除了周總理外，再來就是李家。

## 家庭
蔡畅和李富春夫妇只有一个独生女，李特特，曾和蔡和森的子女先后在苏联莫尼诺国际儿童院生活，接受苏联高等教育后回国。

## 著作
- 《蔡畅 邓颖超 康克清 妇女解放问题文选》，1988年人民出版社
- 蔡畅自述，载《女英自述》1988年11月江西人民出版社。

## 评价
原国际民主妇联主席欧任尼·戈登夫人评价她说：“她代表新中国的妇女”。

《续西行漫记》作者韦尔斯谈到蔡畅时称赞道“世界上再没有一个国家能够产生一个比她更优秀的女革命家和比她更美好的个性”。